# Думбуя, Амаду
Амаду Думбуя (фр. Amadou Doumbouya; род. 12 октября 2002, Киндиа, Гвинея) — гвинейский футболист, нападающий казахстанского клуба «Актобе».

## Клубная карьера
Является воспитанником академии «Даймондз оф Гвинея». Осенью 2021 года находился на просмотре в марсельском «Олимпике». Весной 2022 года несколько недель тренировался со шведским «Юргорденом», с которым в итоге 31 марта подписал контракт, рассчитанный на пять лет. 29 мая того же года в игре с «Варбергом» дебютировал в чемпионате Швеции, появившись на поле на 81-й минуте вместо Сеада Хакшабановича. 15 сентября в игре группового этапа Лиги конференций с норвежским «Молде» забил первый гол за клуб.
В январе 2023 года перешёл в «Кубань», но для участия в первенстве первой лиги, как и ещё ряд легионеров, находившихся в стане краснодарского клуба на сборах, заявлен не был и позднее пополнил состав болгарского «Ботева» (Пловдив).

## Скандал
Вечером в воскресенье, 2 октября 2022 года, в Стокгольме в полицию поступило сообщение об изнасиловании 20-летней женщины. Утром понедельника, 3 октября, по подозрению в совершении этого преступления был арестован Амаду Думбуя.

## Достижения
«Актобе»
- Бронзовый призёр Чемпионата Казахстана: 2024
- Обладатель кубка Казахстана: 2024

## Клубная статистика
| Выступление      | Выступление      | Выступление      | Лига | Лига | Кубки | Кубки | Конт. кубки | Конт. кубки | Итого | Итого |
| Клуб             | Лига             | Сезон            | Игры | Голы | Игры  | Голы  | Игры        | Голы        | Игры  | Голы  |
| ---------------- | ---------------- | ---------------- | ---- | ---- | ----- | ----- | ----------- | ----------- | ----- | ----- |
| Юргорден         | Алльсвенскан     | 2022             | 8    | 0    | 1     | 0     | 4           | 1           | 13    | 1     |
| Юргорден         | Итого            | Итого            | 8    | 0    | 1     | 0     | 4           | 1           | 13    | 1     |
| Ботев (Пловдив)  | Первая лига      | 2022/23          | 4    | 0    | —     | —     | —           | —           | 4     | 0     |
| Ботев (Пловдив)  | Итого            | Итого            | 4    | 0    | 0     | 0     | 0           | 0           | 4     | 0     |
| Всего за карьеру | Всего за карьеру | Всего за карьеру | 12   | 0    | 1     | 0     | 4           | 1           | 17    | 1     |